# Forces spéciales algériennes
L'armée nationale populaire algérienne possède plusieurs régiments spécialisés et plusieurs régiments de forces spéciales. Les forces de sécurité algériennes possèdent également des unités spécialisées.

## Historique

### Création et mise en place d'unités spéciales (1963-1990)
C'est à partir de 1963 que l'armée algérienne a commencé à mettre en place des commandos en son sein, ses derniers étaient basés à Skikda.
Au sein de leur garnison il y avait également l'école des commandos de l'armée.
Puis, à la suite du déménagement de l'école des commandos à Biskra en 1971 et du développement du parachutisme militaire au sein de l’armée algérienne dans les années 1980, les forces terrestres algériennes ont donc décidé de mettre en place des régiments de commandos parachutistes qui avaient à la base pour objectif la sécurité des installations pétrolières et gazières au sud.
Les premiers régiments de parachutistes firent donc leurs apparitions dans les années 1980, les premiers régiments ont été le 4e RAP de Laghouat, le 12e RAP de Biskra et le 18e RAP de Hassi-Messaoud qui deviendront des "Régiments de Parachutistes Commandos" (RPC) par la suite.
Parallèlement, dans les forces navales, plus précisément en 1985, les bataillons de fusiliers marins furent créés et ces unités incluaient également des plongeurs de combat qui avaient pour mission la réalisation d'actions offensives depuis la mer et le renseignement.
C'est également à la fin des années 1980 que le groupement d'intervention spécial (GIS) de la sécurité militaire (SM) puis département du renseignement et de la sécurité (DRS) qui étaient les services de renseignements de l'époque, ainsi que du détachement spécial d'intervention (DSI) de la gendarmerie nationale algérienne furent créées. Ces derniers ont été créés respectivement en 1987 pour le GIS et en 1989 pour le DSI. Le GIS s'est notamment fait remarquer car il est sorti victorieux de nombreuses confrontations avec les terroristes durant les années 1990. Il s’est notamment distingué lors des opérations d'Ain Allah en 1994, à Ouled Allel en 1997, ou encore dans la traque du groupe qui avait enlevé les touristes allemands et autrichiens dans le sud algérien en 2003. Plus tard, le GIS jouera un rôle déterminant dans la résolution de la prise d’otages de Tiguentourine en janvier 2013, et il participera également à la traque et à l’anéantissement du groupe Jound el Khalifa à la suite de l'enlèvement et de la décapitation d’Hervé Gourdel en septembre 2014.
Le DSI quant à lui s'est également distingué durant les années 1990 pour avoir participé aux opérations antiterroristes complexes avec les autres unités spéciales des forces terrestres. Son principal fait d'armes furent lors de la résolution de la prise d'otages de Tiguentourine en janvier 2013 avec leurs collègues du GIS.
En 1988 le 25e régiment de reconnaissance (25e RR) vit le jour à Beni-Messous dans la banlieue d'Alger. Ce régiment a énormément participé à la lutte antiterroriste durant les années 1990, de par sa discrétion ce régiment reste malheureusement toujours très mystérieux, et très peu d’informations sont disponibles à son sujet. Il a pour mission la reconnaissance opérationnelle et le renseignement au profit de l’état-major des forces terrestres, à l’image du 13e régiment de dragons parachutistes (13e RDP) Français . Les membres du 25e RR ont tous reçu une formation para-commando ainsi qu’un entraînement spécialisé dans la recherche et à l’acquisition de renseignements.
À la suite de la création de ces unités, l’Algérie possède enfin de véritables unités de forces spéciales avec le GIS et le DSI, de plus ces unités ont vu le jour dans un moment sensible de l'histoire de l’Algérie, car elles ont été créées peu de temps avant la décennie noire.
La fin des années 1980 fut donc les années de création des unités de forces spéciales et des unités de choc de l'armée algérienne.

### Nouveaux défis durant la décennie noire (1992-1999)

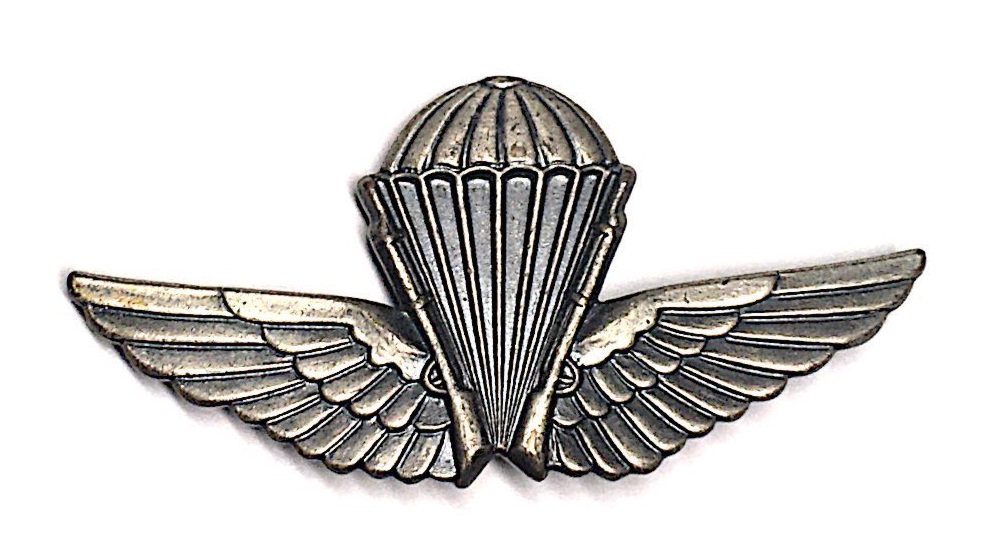
Insigne de brevet parachutiste de l'ANP.

En 1992, le centre de conduite et de coordination des actions de lutte antisubversive (CLAS) fut créé.
Il deviendra opérationnel à partir septembre 1992, et sera installé au niveau du siège du commandement des forces terrestres, à Aïn-Naadja dans la banlieue d'Alger.
Cette structure était composée d’unités spéciales de l’armée et de personnels du département du renseignement et de la sécurité (DRS).
À sa création, le CLAS regroupait trois régiments de parachutistes (le 4e et le 18e RAP, et le 12e RPC), un bataillon de police militaire (le 90e BPM) ainsi qu'un régiment de reconnaissance (le 25e RR).
En plus de ça, le groupement d’intervention rapide (GIR) de la gendarmerie ainsi que les hommes de la direction centrale de la sécurité de l'armée (DCSA) étaient également mobilisés pour encadrer et appuyer les opérations de ratissage.
Il est également à noter que cette même année, les régiments et bataillons de fusiliers commandos de l'air (RFCA) firent leur apparition au sein des forces aériennes algériennes avec la sortie de leur première promotion.
Les fusiliers commandos de l'air à l'image des parachutistes ou des fusiliers marins, ont également beaucoup participé à la lutte antiterroriste dans les maquis durant les années 1990 les membres du 782e RFCA par exemple, ont neutralisé des terroristes lors d'un accrochage en plein centre-ville de Laghouat sans y faire de victimes collatérales ou de blessés.
Cependant  l’organisation territoriale du CLAS sera restructurée en mars 1993, notamment avec la création de « secteurs opérationnels » couvrant  plusieurs wilayas, dont chacun travaillait conjointement avec la police, la gendarmerie, et les détachements de l’armée et quelques années plus tard des milices.
Les militaires des troupes spéciales dépendaient du CLAS et travaillaient étroitement avec ceux du DRS. Certaines unités dépendaient conjointement de ces deux commandements. Dans chaque région militaire, les éléments des centres territoriaux de recherche et d'investigation (CTRI) qui dépendaient du DRS, et ces derniers collaboraient étroitement avec ceux du CLAS.
Les régiments de commandos parachutistes furent donc déplacés de leur cantonnement vers l'Algérois, et leurs prérogatives ont changé, ils ont maintenant pour mission, la réalisation d'opérations spéciales, d'acquisition de renseignements, et la lutte antiterroriste.

### Réorganisation et création de nouvelles unités au sein de l'armée et des forces de sécurité (2000-2020)
À la suite des événements de la décennie noire, les régiments de para-commandos réintégreront leurs cantonnements d'origine dès le début des années 2000.
Les années 2000 et 2010 ont également été marquées par la création de nouvelles unités spéciales amphibie comme les commandos marine en 2005, ces derniers étaient auparavant groupés au niveau des régiments de fusiliers marins avant d'être tous réunis sous un seul et même régiment, le régiment d'action spéciale de la marine (RASM) quelques années plus tard.
L'année 2005 fut également l'année de création du 104e régiment de manœuvres opérationnelles (104e RMO) qui a été créé afin de venir épauler le GIS et afin de fournir les forces terrestres d'un régiment de forces spéciales type OTAN et non d'unités de choc comme les parachutistes.
En effet, hormis le GIS du DRS ou encore le DSI de la gendarmerie, l'armée était dépourvu d'unités de forces spéciales avant que le 104e RMO voit le jour en 2005.
C'est durant cette même année que la police a créé la première brigade de recherche et d'intervention (BRI) à Alger, afin de remplacer l'unité d'intervention de la police (UISP) qui était le groupe d'intervention de la police algérienne, et qui a été dissous une année plus tôt.
La BRI est l'unité d'intervention de la police judiciaire.
La garde républicaine a également décidé de se doter d'un régiment de forces spéciales, avec la création du régiment spécial d'intervention (RSI) en 2015, sur le modèle du DSI pour la garde républicaine.
Néanmoins l'année 2015 fut également l'année de la réorganisation des services de sécurité, ainsi que des forces armées, en effet le GIS a été dissous et le 116e régiment de manœuvres opérationnelles (116e RMO) a été créé afin de remplacer le GIS pour les opérations spéciales de l'armée algérienne.
Le 116e RMO avait au départ pour nom le 9e groupe commando avant de garder leur nom actuel du 116e régiment de manœuvres opérationnelles en 2016.
On peut donc parler d'une réorganisation du GIS qui a perdu son statut de groupe d'intervention et a adopté un statut régimentaire, de plus une très grosse partie des opérateurs, des véhicules, du matériel et des infrastructures du GIS ont été récupérés par le 116e RMO,.
L'organisation du 116e RMO et du GIS reste plus ou moins identique, ainsi que leurs moyens opérationnels et leur panel de missions restent également identiques.
La différence se fait au niveau du commandement, ce dernier n'appartient plus au DRS (qui sera dissous l'année suivante en 2016) mais aux forces terrestres.
De plus ils sont sous les ordres directs du chef d'état-major de l'armée, et ses missions sont suivies par le haut commandement de l'armée et sont même suivies jusqu’au plus haut niveau politique.
À la suite de cette réorganisation majeure au sein de l'armée, c'est au tour de la police nationale de créer en juillet 2016 sa propre unité spéciale, le groupement des opérations spéciales de la police (GOSP). Cette unité est à l'image du RAID français, il s'agit du groupe d'intervention de la police algérienne.

## Forces opérationnelles

### Unités des forces spéciales

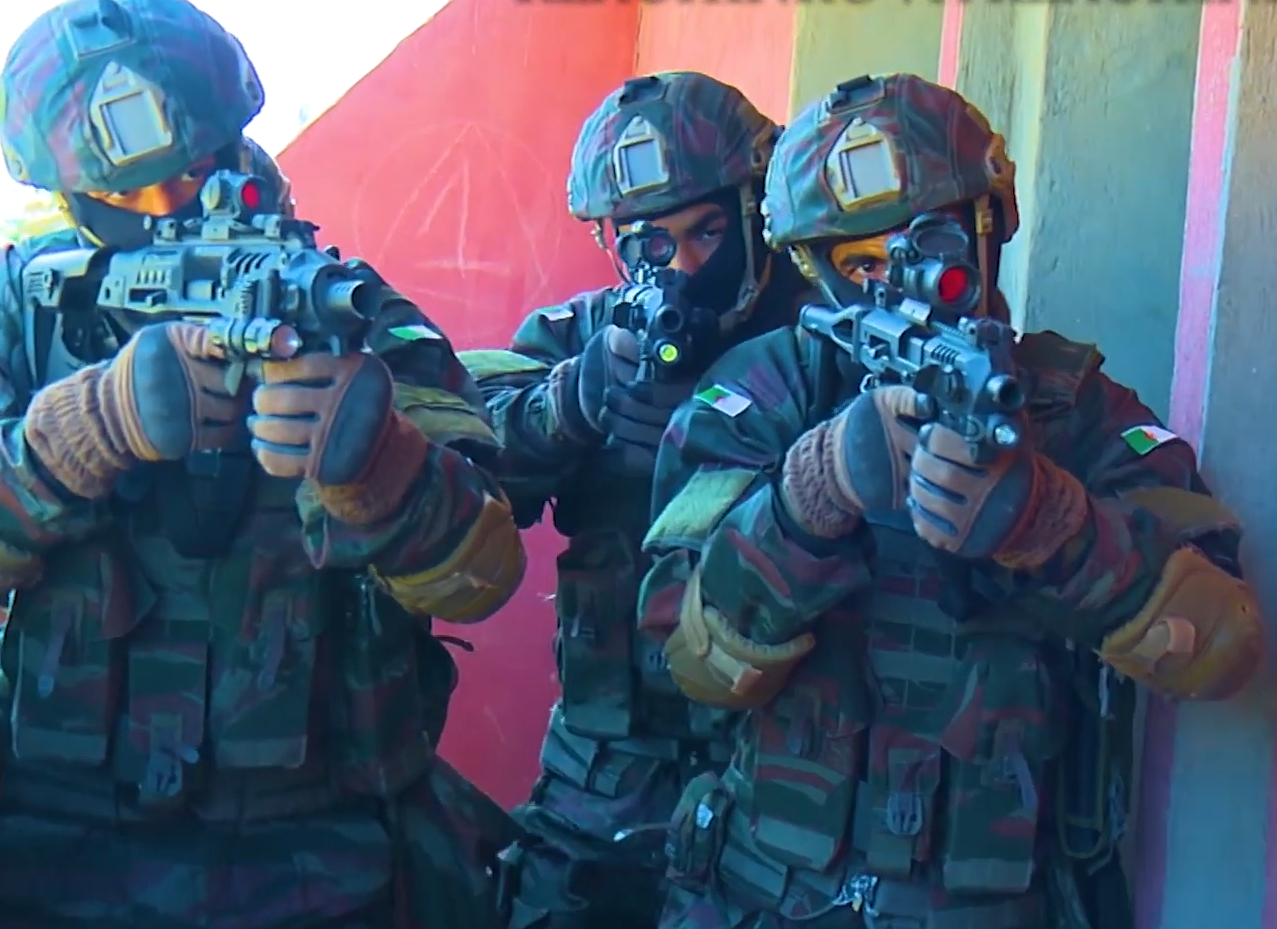
Des opérateurs du RMO durant un entraînement de close quarter battle (CQB).

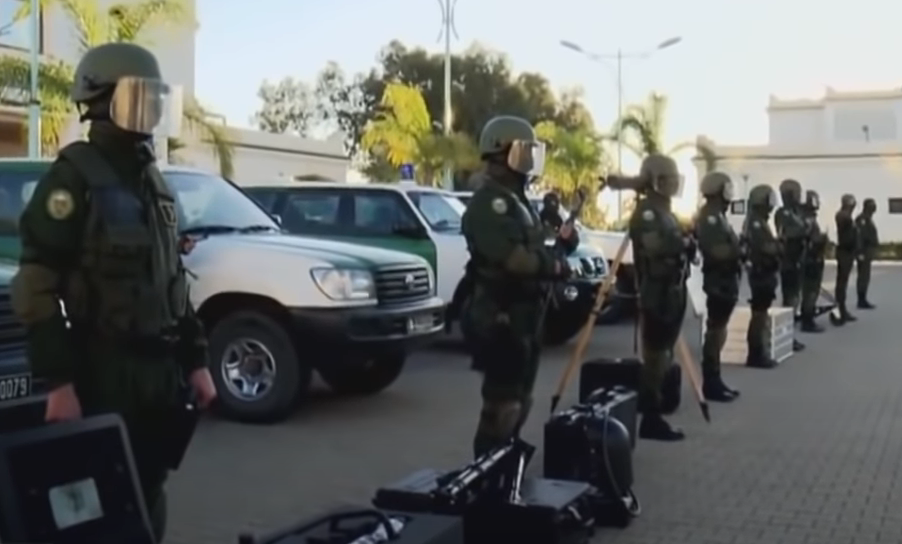
Le groupe d'intervention du DSI.

Les différents corps d'armée possèdent en effet des régiments de forces spéciales, ces derniers ont chacune une spécialité d'arme.
Par exemple le RASM qui est le régiment de forces spéciales de la marine, est spécialisé dans la réalisation d'opérations spéciales amphibies, le contre terrorisme maritime etc. Le 116e RMO qui appartient à l'armée de terre, est quant à lui spécialisé dans la lutte antiterroriste, la libération d'otages etc.
Chaque régiment à sa spécificité et ses propres codes, il en est de même pour le recrutement, ces derniers ont leurs propres critères de recrutement, et il est différent d'un régiment à un autre.

Les forces de sécurité possèdent également leurs propres unités spéciales, comme le GOSP pour la police, ou encore le DSI pour la gendarmerie.

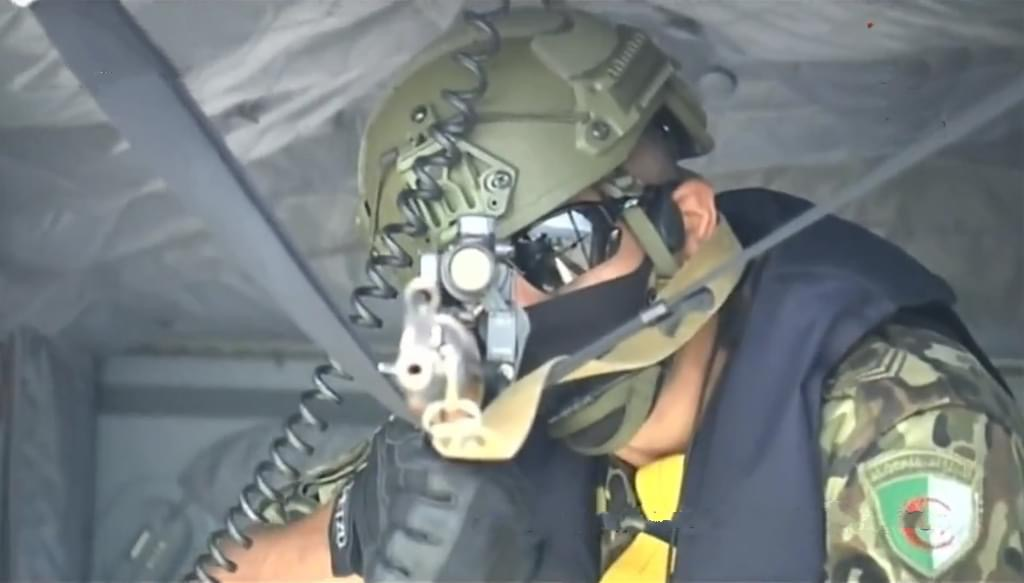
Tireur embarqué du RASM durant un entraînement.

#### Forces terrestres (CFT)
- Le 104e régiment de manœuvres opérationnelles (104e RMO)
- Le 116e régiment de manœuvres opérationnelles (116e RMO)

#### Forces navales (CFN)
- Le régiment d'action spéciale de la marine (RASM)

#### Forces aériennes (CFA)
- Le 772e régiment de fusiliers commandos de l'air (772e RFCA)

#### Garde républicaine (GR)
- Le régiment spécial d'intervention (RSI)

#### Gendarmerie nationale algérienne (GN)
- Le détachement spécial d'intervention (DSI)

#### Police nationale algérienne (DGSN)
- Le groupement des opérations spéciales de la police (GOSP)

### Unités spécialisées des forces de sécurité
L'armée algérienne possède différents régiments de choc au sein de chaque corps d'armée.
Les forces terrestres ont les commandos parachutistes, la police militaire, ou encore les régiments de reconnaissance. Les forces navales ont les fusiliers marins et les forces aériennes ont les fusiliers de l'air.
Ces unités sont des unités dites de "choc" car ils reçoivent une instruction poussée "commando" car ces derniers ont pour missions les interventions de premier degré, le renseignement et la réalisation d'opérations sensibles.
Cependant ces derniers ne sont pas des forces spéciales comme le 104e RMO, ou encore le RASM.
Les forces de sécurité possèdent également des groupes de choc comme les BRI pour la police ou encore les SSI de la gendarmerie
Ils sont les unités de choc des forces de sécurité algériennes.

#### Forces terrestres (CFT)
- Les régiments de parachutistes commandos (RPC)
- Les bataillons de police militaire (BPM)
- Les régiments de reconnaissance (RR)

#### Forces navales (CFN)

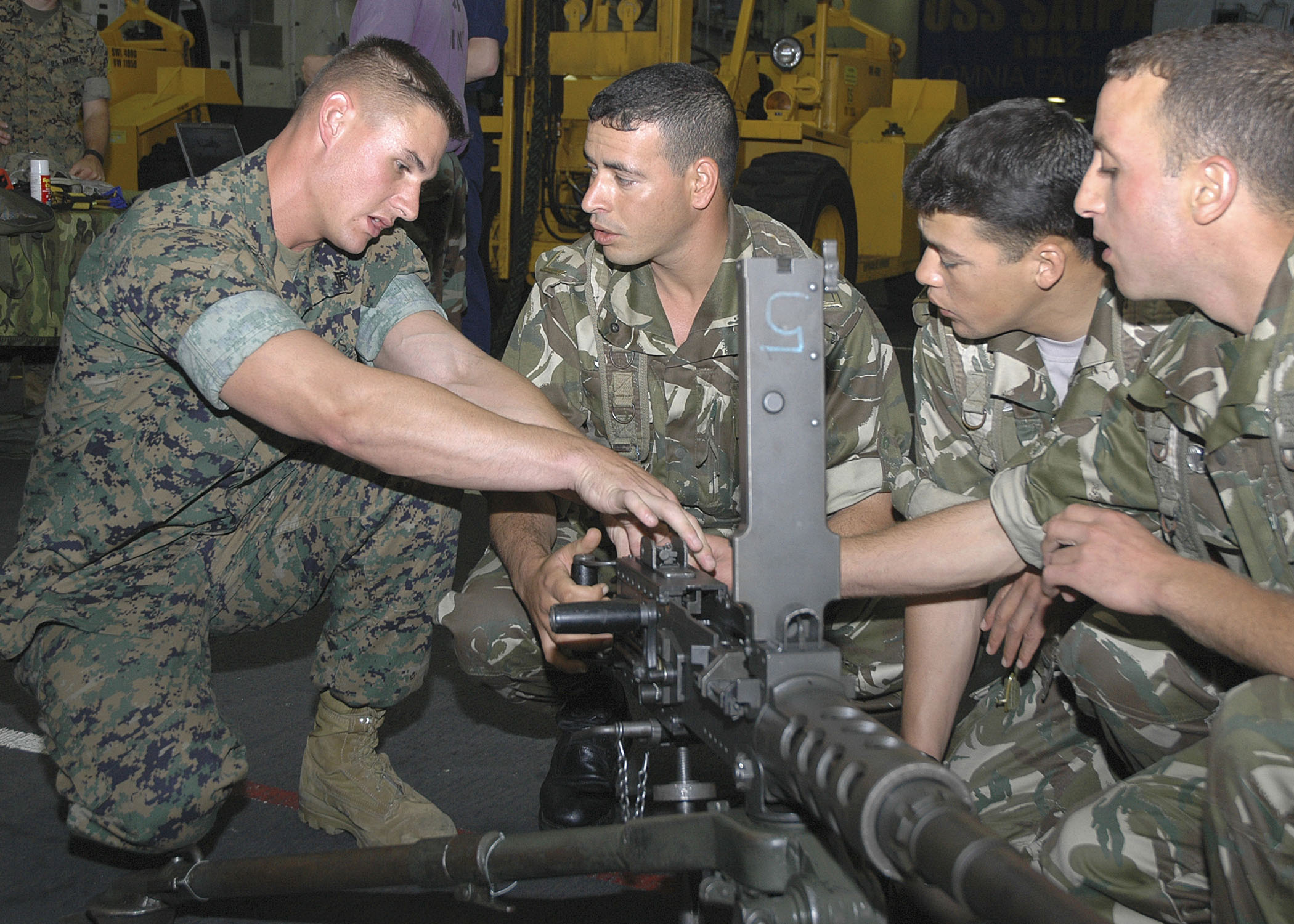
Des fusiliers marins avec un membre de l'USMC durant une instruction, lors d'une formation sur un navire de la United States Navy en 2009.

- Les régiments de fusiliers marins (RFM)

#### Forces aériennes (CFA)
- Les régiments de fusiliers commandos de l'air (RFCA)

#### Garde républicaine algérienne (GR)
- La direction de la sécurité et de la protection présidentielle (DSPP)

#### Gendarmerie nationale algérienne (GN)
- Les sections de sécurité et d'intervention (SSI)
- Les groupements d'intervention (GI)
- Les groupements d'intervention et de neutralisation (GIN)

#### Police nationale algérienne (DGSN)

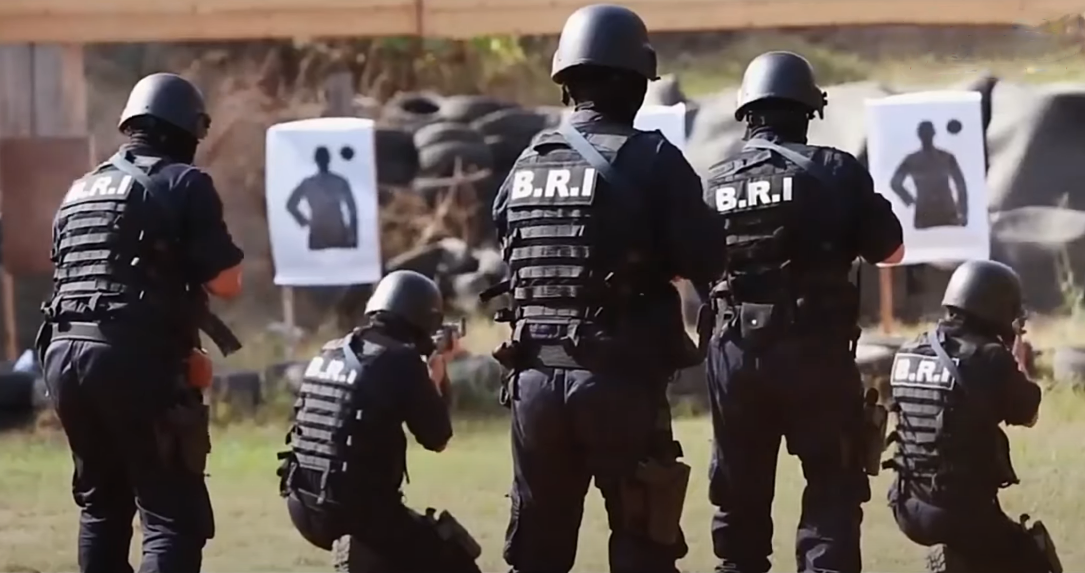
Des membres de la BRI d'Alger durant un entraînement.

- Les brigades de recherche et d'intervention (BRI)
- Le Groupe d'Intervention et de Protection (GIP)
- Le service de protection et de sécurité des personnalités (SPS)
- Les Unités républicaines de sécurité (URS)

## Écoles spécialisées
L'armée algérienne possède plusieurs écoles spécialisées propres aux commandos ou aux forces spéciales,, :
- L'école supérieure des troupes spéciales (ESTS) de Biskra. Cette école forme les officiers et les sous-officiers des commandos parachutistes et forme aussi les parachutistes algériens et étrangers.
- Le centre de formation des troupes spéciales (CFTS) de Biskra. Ce centre de formation forme les hommes du rang voulant intégrer les commandos parachutistes de l'armée algérienne.
- L'école de formation commando et d'initiation au parachutisme (EFCIP) de Boghar. Cette école forme les commandos spécialisés et les opérateurs des forces spéciales algériennes, de plus cette école forme aussi certains membres de la gendarmerie ou de la police algérienne.
- L'école d'application des troupes de marine (EATM) de Jijel. Cette école forme les officiers et sous-officiers fusilier marin, mais également les commandos de marine, ainsi que les plongeurs (plongeur de combat, plongeur démineur, plongeur de bord etc.) des forces navales algériennes.
- Le centre de formation des troupes de marine (CFTM) de Jijel. Ce centre de formation forme les hommes du rang voulant devenir fusilier marin des forces navales algériennes.

## Unités dissoutes
Depuis l'indépendance plusieurs unités ont été créées et dissoutes, pour des raisons opérationnelles, d'organisation, ou autres :
- le groupement d'intervention spécial (GIS) ;
- l'unité d'intervention spéciale de la police (UISP) ;
- l'office national de répression du banditisme (ONRB) ;
- le centre de conduite et de coordination des actions de lutte antisubversive (CLAS).

## Galerie

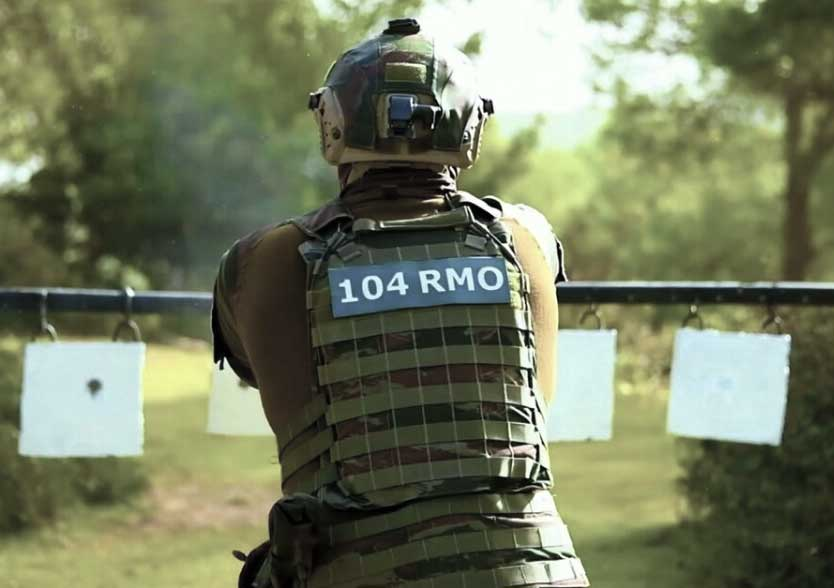
Un opérateur du 104e RMO à l'entraînement.
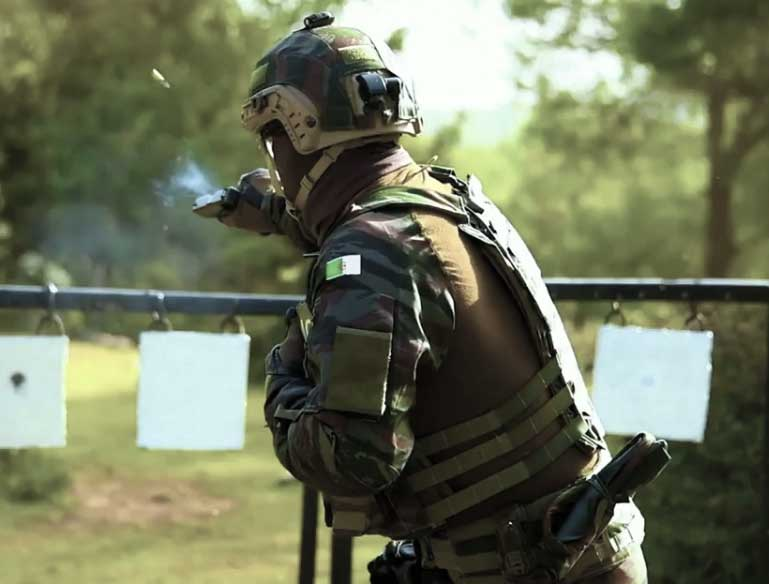
Un opérateur du 104e RMO à l'entraînement.
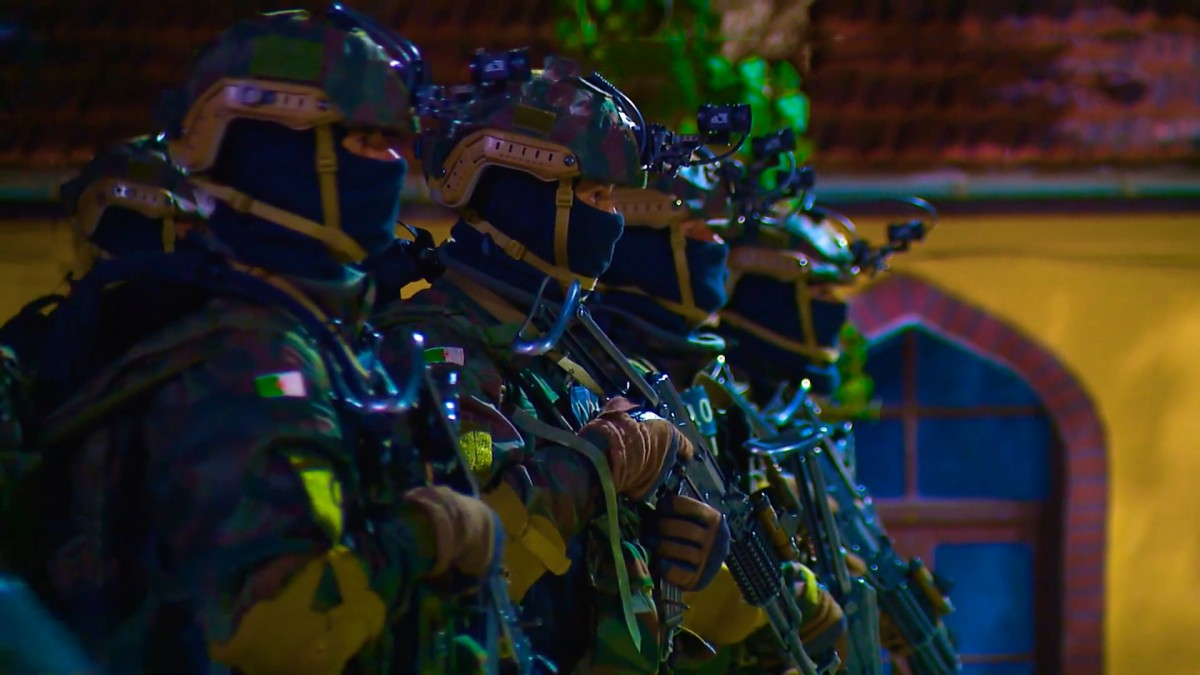
Des opérateurs du 104e RMO lors d'un reportage télévisé.
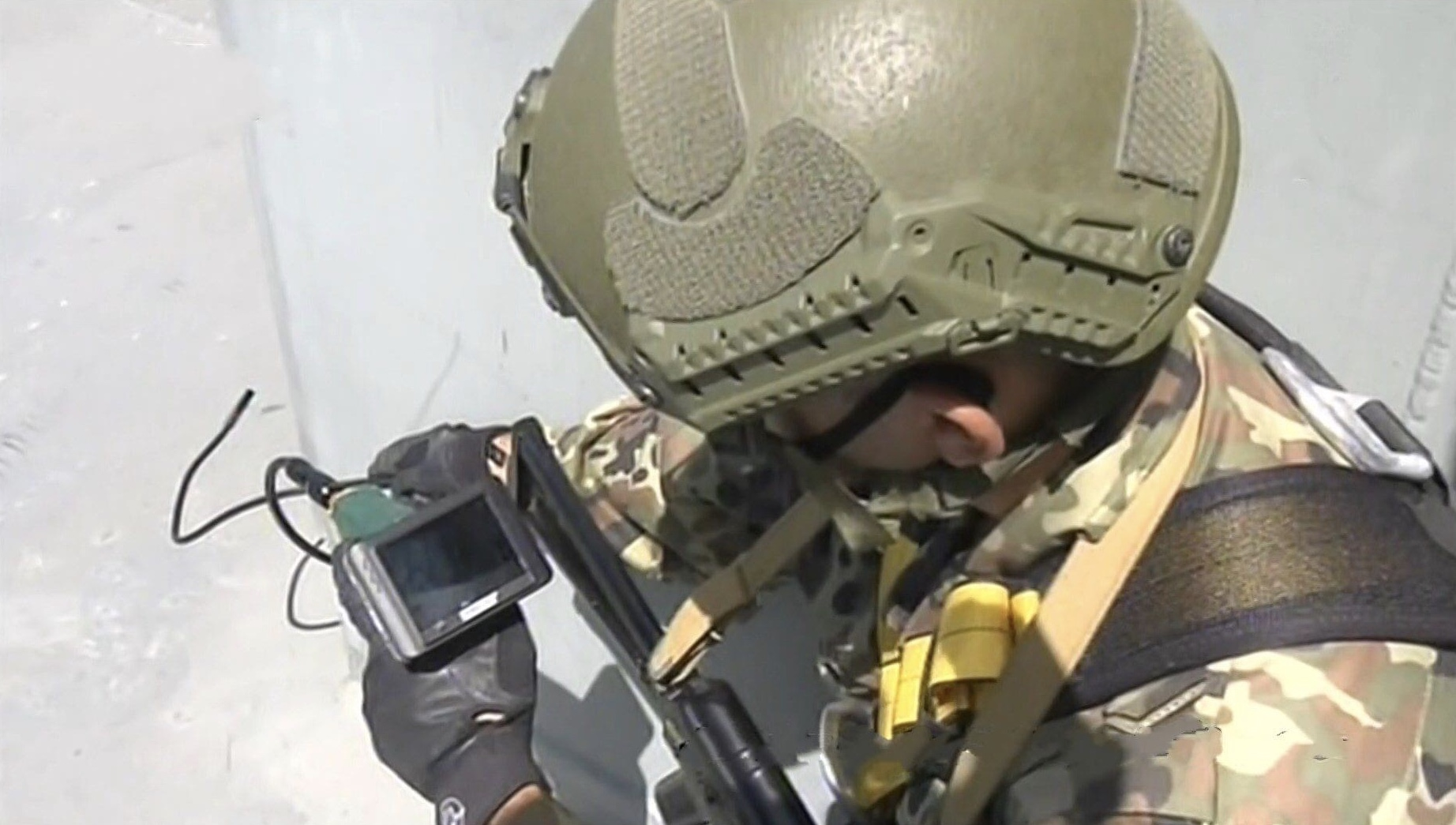
Un opérateur du RASM lors d'un entraînement.
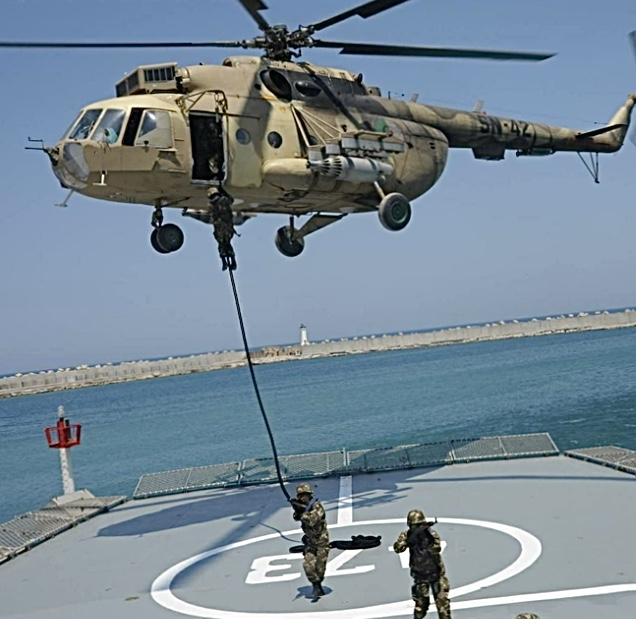
Des commandos marine du RASM à l'entraînement.
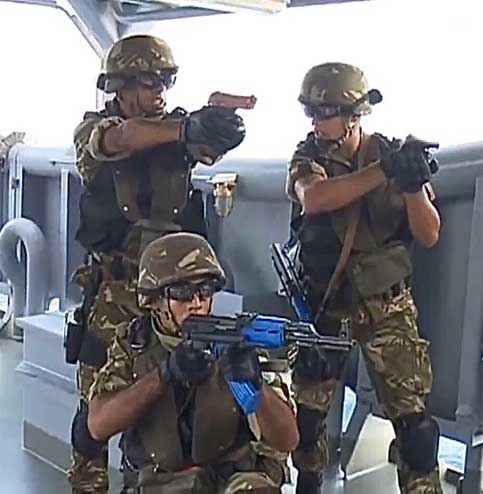
Des commandos marine du RASM durant un entraînement.
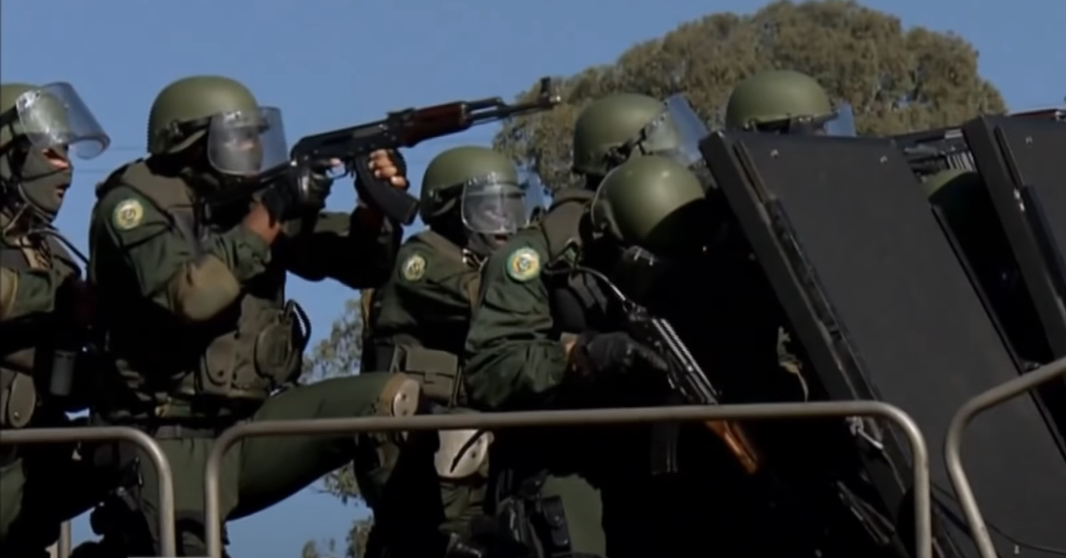
Groupe d'intervention du DSI lors d'un entrainement.
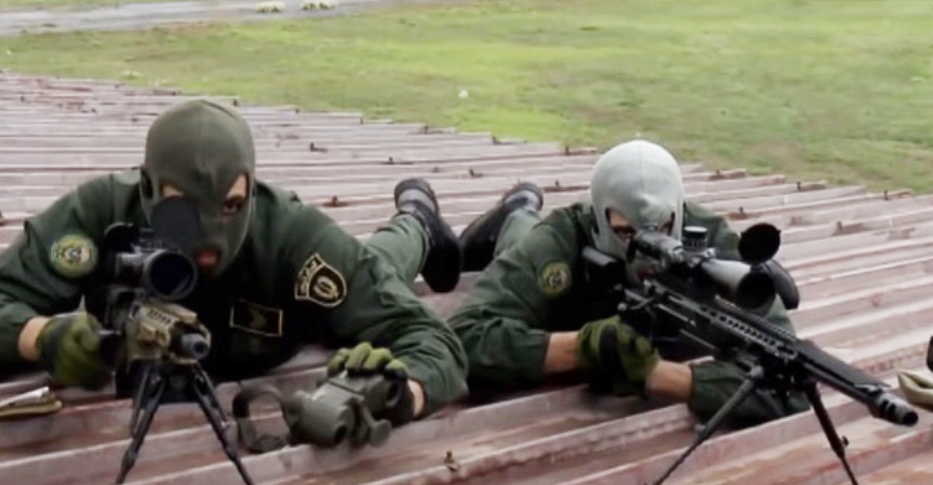
Tireurs d'élite du DSI lors d'un entraînement.
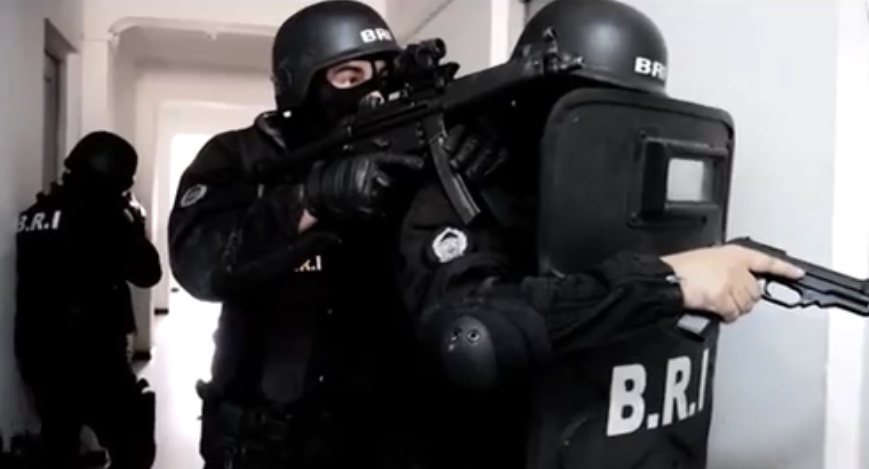
Membres de la BRI d'Alger durant un entraînement.
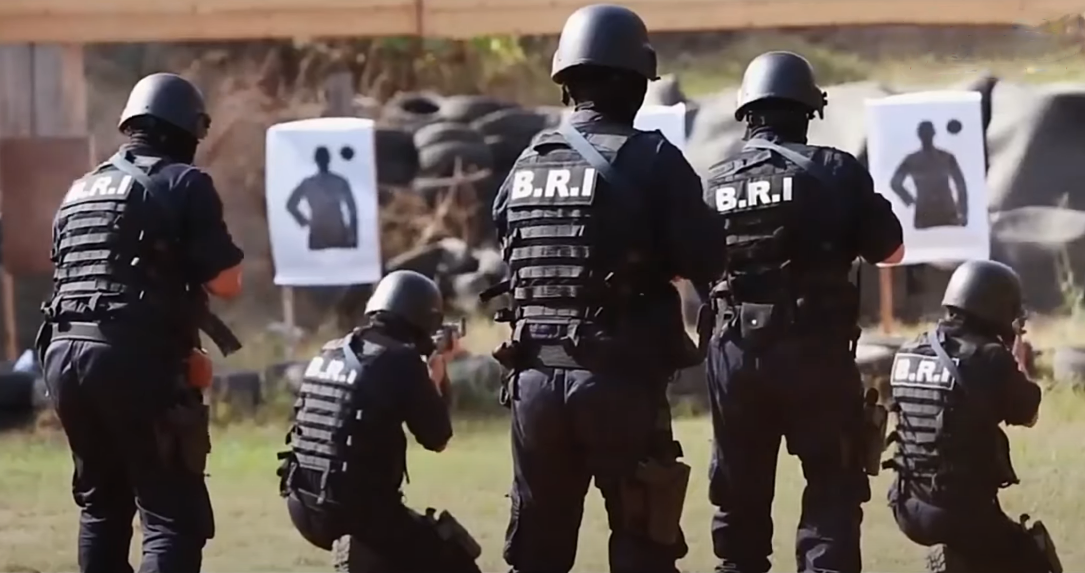
Membres de la BRI d'Alger lors d'un entraînement.
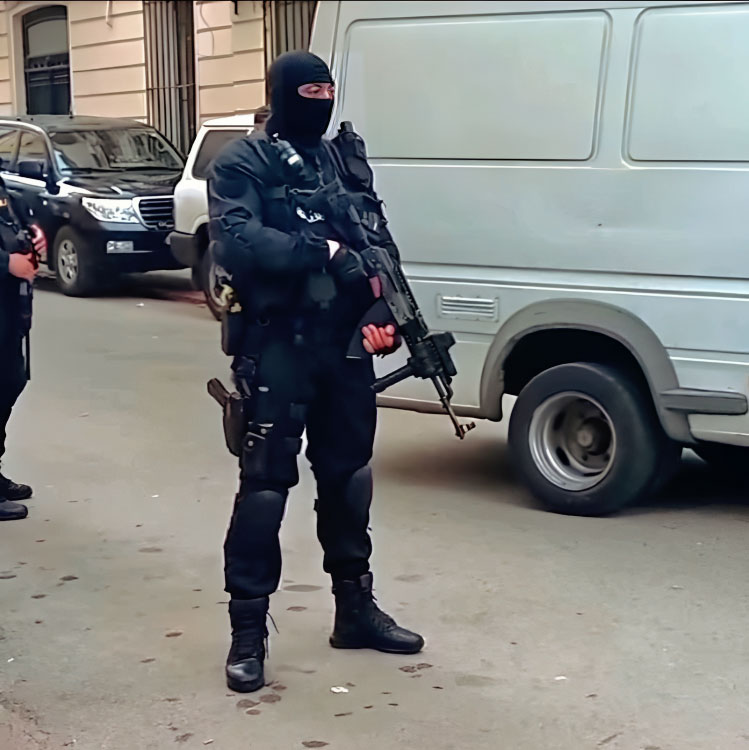
Un policier du GOSP durant une mission de protection.